# Annemarie Prins
Pour les articles homonymes, voir Prins.
Annemarie Prins, née le 26 novembre 1932 à Amsterdam, est une actrice et écrivaine néerlandaise.

## Biographie
Annemarie Margaretha Prins naît le 26 novembre 1932 à Amsterdam.
Elle commence son parcours comme actrice puis devient metteuse en scène. Elle se rend en Pologne où la scène théâtrale est alors très active. Puis elle est nommée directrice artistique du théâtre universitaire de Leyde. Elle fonde en 1965 Terjide, la première compagnie de théâtre néerlandaise se consacrant à des sujets politiques : la première pièce créée avec cette compagnie est sur le meurtre de Federico Garcia Lorca. Une autre pièce évoque la guerre du Vietnam.
Dans les années 1970, elle propose du théâtre expérimental à la radio et à la télévision. Dans les années 1980, elle monte une nouvelle compagnie qui se consacre aux pièces de théâtre de Samuel Beckett. Dans les années 1990, elle redevient actrice de théâtre, et écrit un livre, publié en 2002, sur cette expérience : Zelfbeheersing (maitrise de soi). Puis elle crée pour le grand public des séries télévisuelles comme Oud Geld (nl) (Vieux Riche).
Elle travaille également avec des actrices cambodgiennes, sur le thème notamment du silence entourant les années de l'ex régime de Pol Pot,.

## Filmographie
- 1989 : Zwerfsters de Marja Kok : Schooljuffrouw[4]
- 2001 : Îles flottantes de Nanouk Leopold : Grand-mère[5]
- 2011 : Taking Chances de Nicole van Kilsdonk : La femme âgée[6]
- 2011 : Code Blue de Urszula Antoniak : Willie[7]
- 2013 : De Nieuwe Wereld de Jaap Van Heusden : Neighbor[8]
- 2014 : In the Heart de Nicole van Kilsdonk : Bejaarde vrouw[9]
- 2014 : Secrets of War de Dennis Bots : Aunt Anna[10]
- 2015 : Lazarus de Gonzalo Fernandez[11]
- 2016 : Siv Sleeps Astray de Lena Hanno et Catti Edfeldt : La grand-mère de Cerisia[12]
- 2016 : Import de Ena Sendijarević[13]

## Télévision
- Oud Geld[1]
- Wereld draait door, De[1]
- Fort Alpha[1]
- Van Speijk[1]
- Keyzer en de Boer Advocaten[1]

## Livre
- 2002 : Zelfbeheersing: roman